# Ancinus gaucho
Ancinus gaucho is een pissebed uit de familie Ancinidae. De wetenschappelijke naam van de soort is voor het eerst geldig gepubliceerd in 1987 door Pires.